# San Antonio Chel
San Antonio Chel es una población del estado de Yucatán, México, localizada en el municipio de Hunucmá, ubicada en la parte nor-oeste de dicho estado peninsular.

## Toponimia
El nombre (San Antonio Chel) hace referencia a Antonio de Padua y ch'el  que en idioma maya significa pájaro azul o chara yucateca (cyanocorax yucatanicus).

## Localización
San Antonio Chel se encuentra al sur de la carretera que conduce de Hunucmá a Ucú.

## Datos históricos
Una parte de la hacienda de San Antonio Chel, fue construida en el siglo XIX.

## Hechos históricos
- En 1940 cambia su nombre de Chel a San Antonio Chel.

## Zona arqueológica
Hay varios sitios arqueológicos en sus alrededores.

## Demografía
Según el censo de 2005 realizado por el INEGI, la población de la localidad era de 206 habitantes, de los cuales 105 eran hombres y 101 eran mujeres.
| 281                         | 511 | 155 | 151 | 98 | 90 | 136 | 203 | 254 | 176 | 200 | 223 | 206 |
| (Fuente: INEGI [Consultar]) |     |     |     |    |    |     |     |     |     |     |     |     |

## Galería

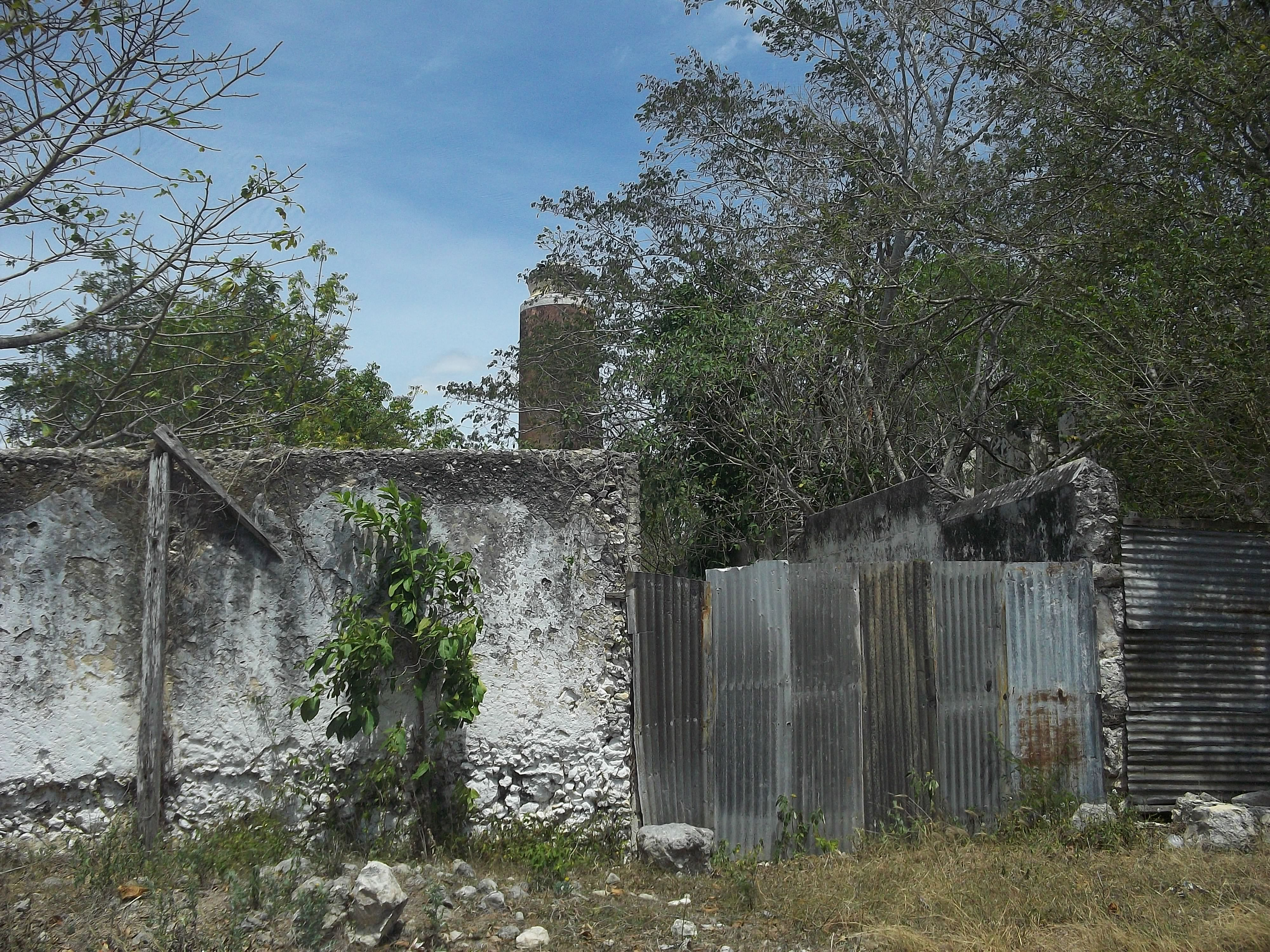
Vista de la hacienda San Antonio Chel.
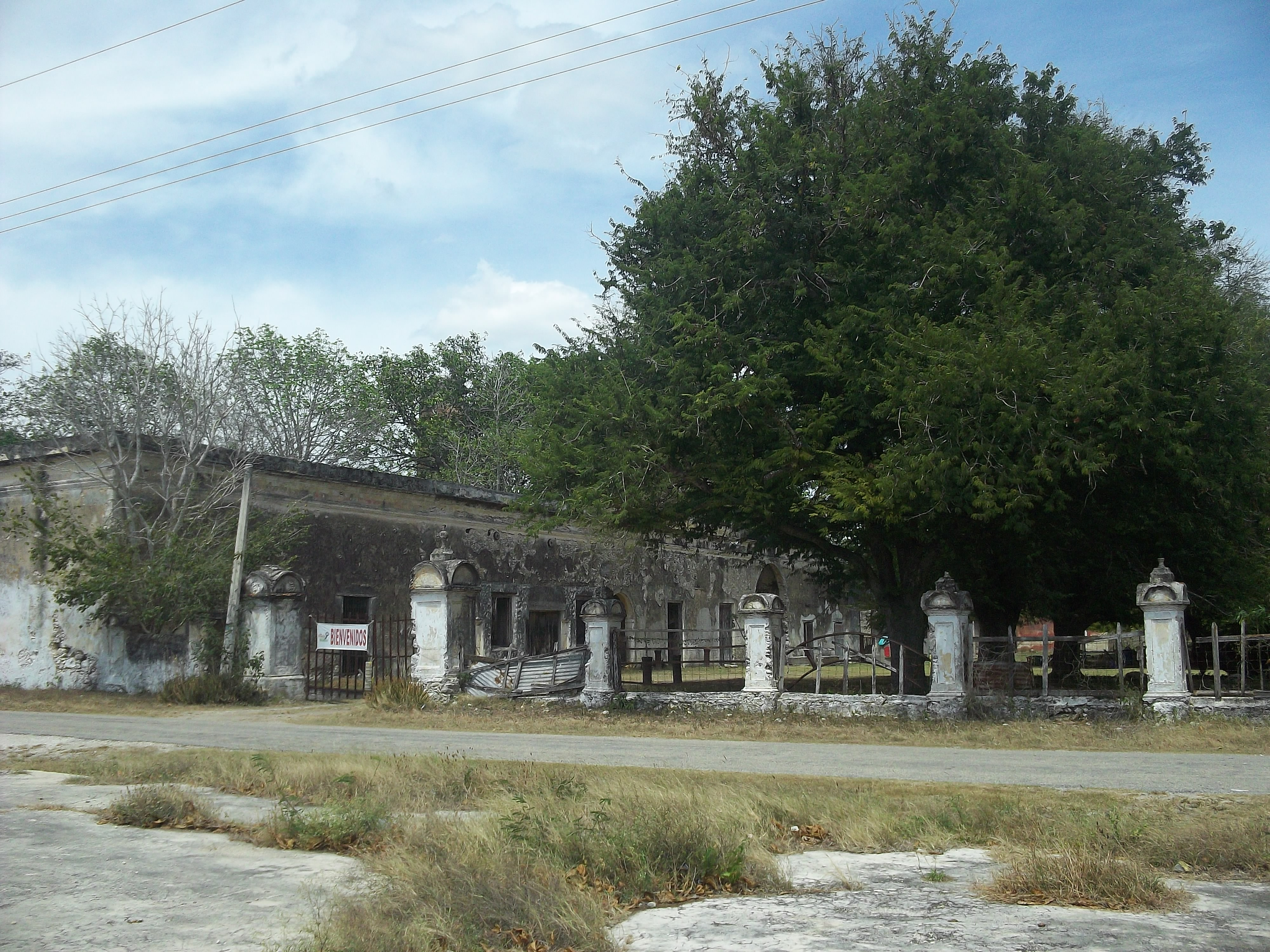
Vista de la hacienda San Antonio Chel.
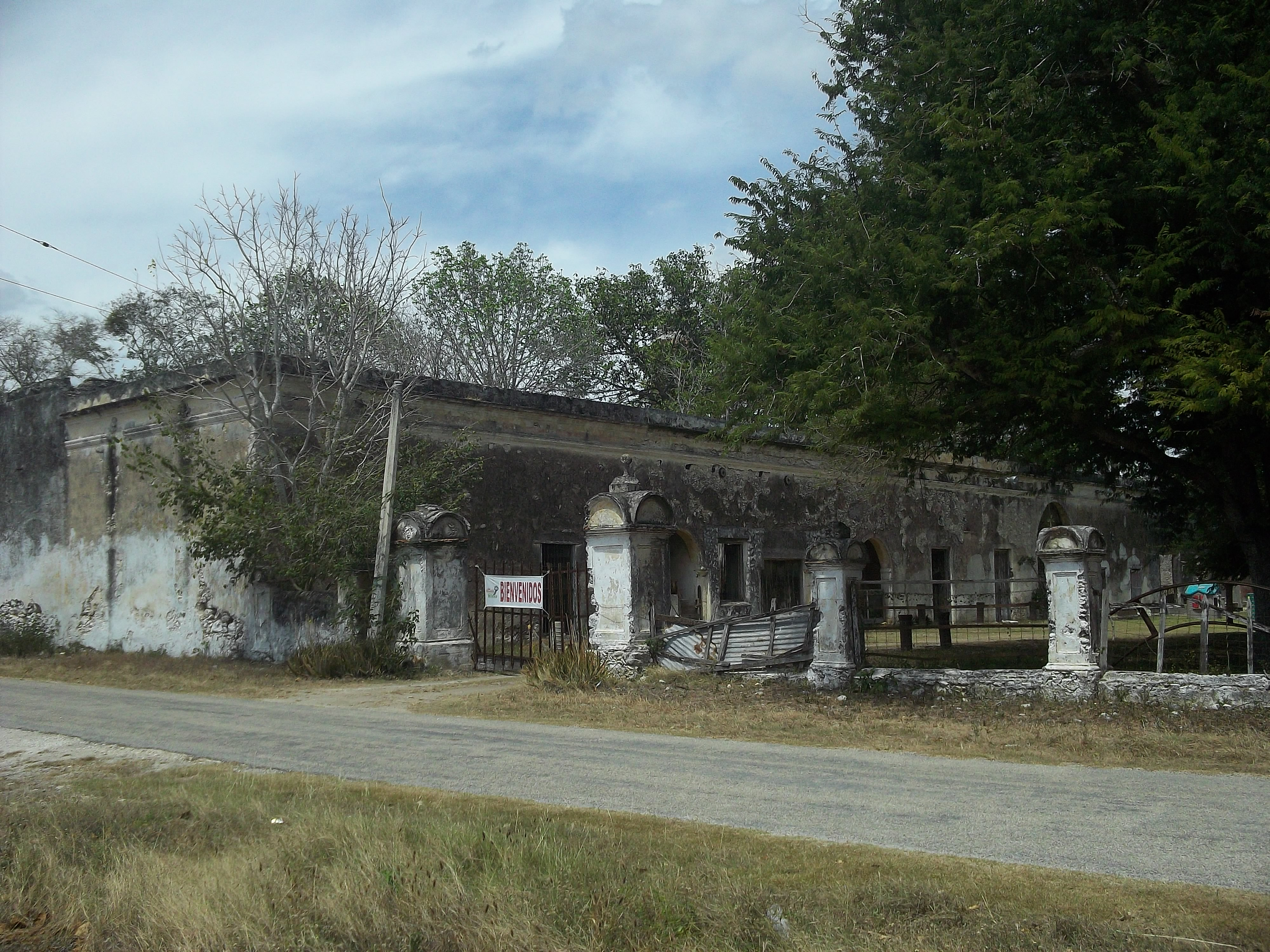
Vista de la hacienda San Antonio Chel.
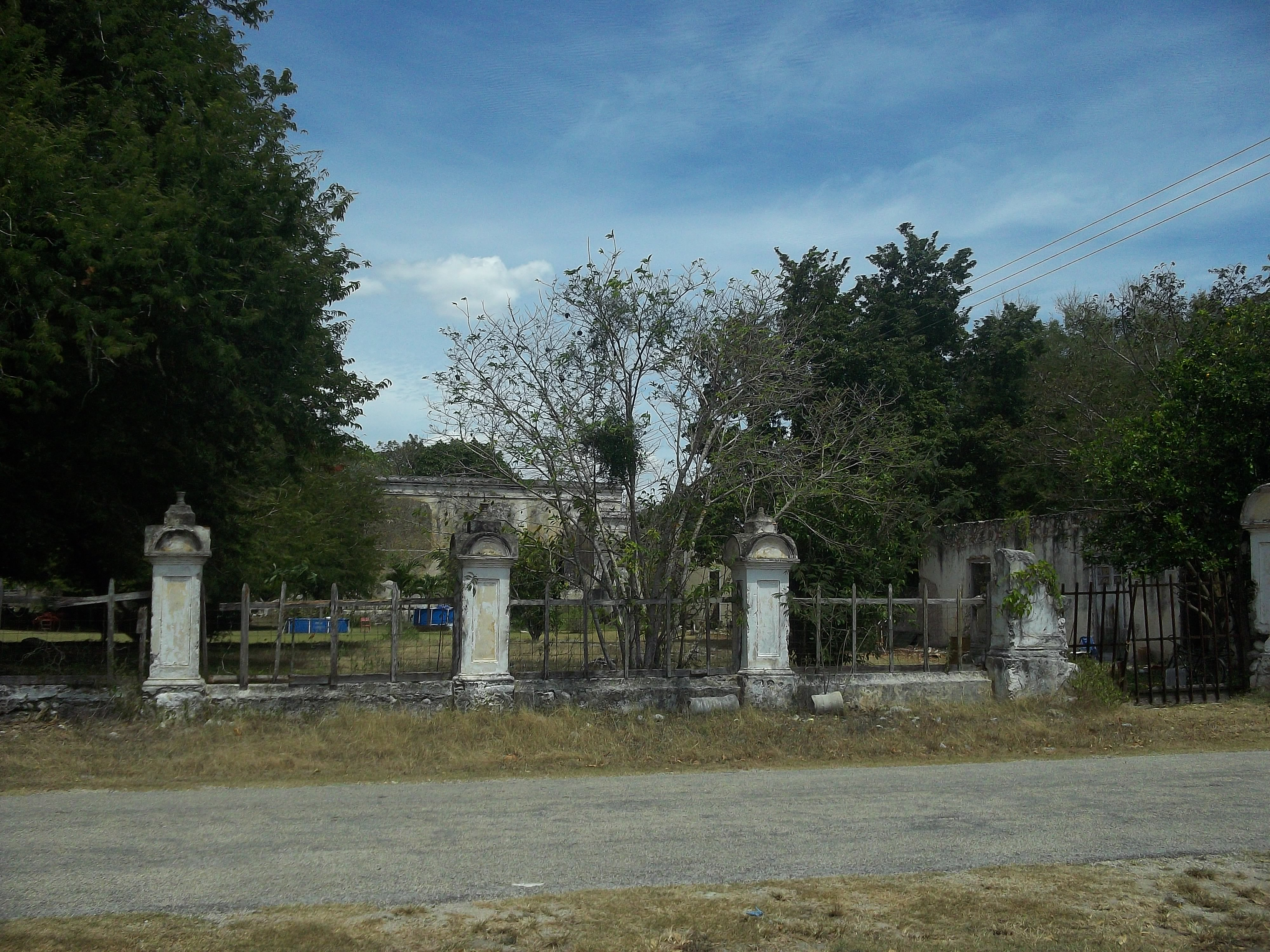
Vista de la hacienda San Antonio Chel.
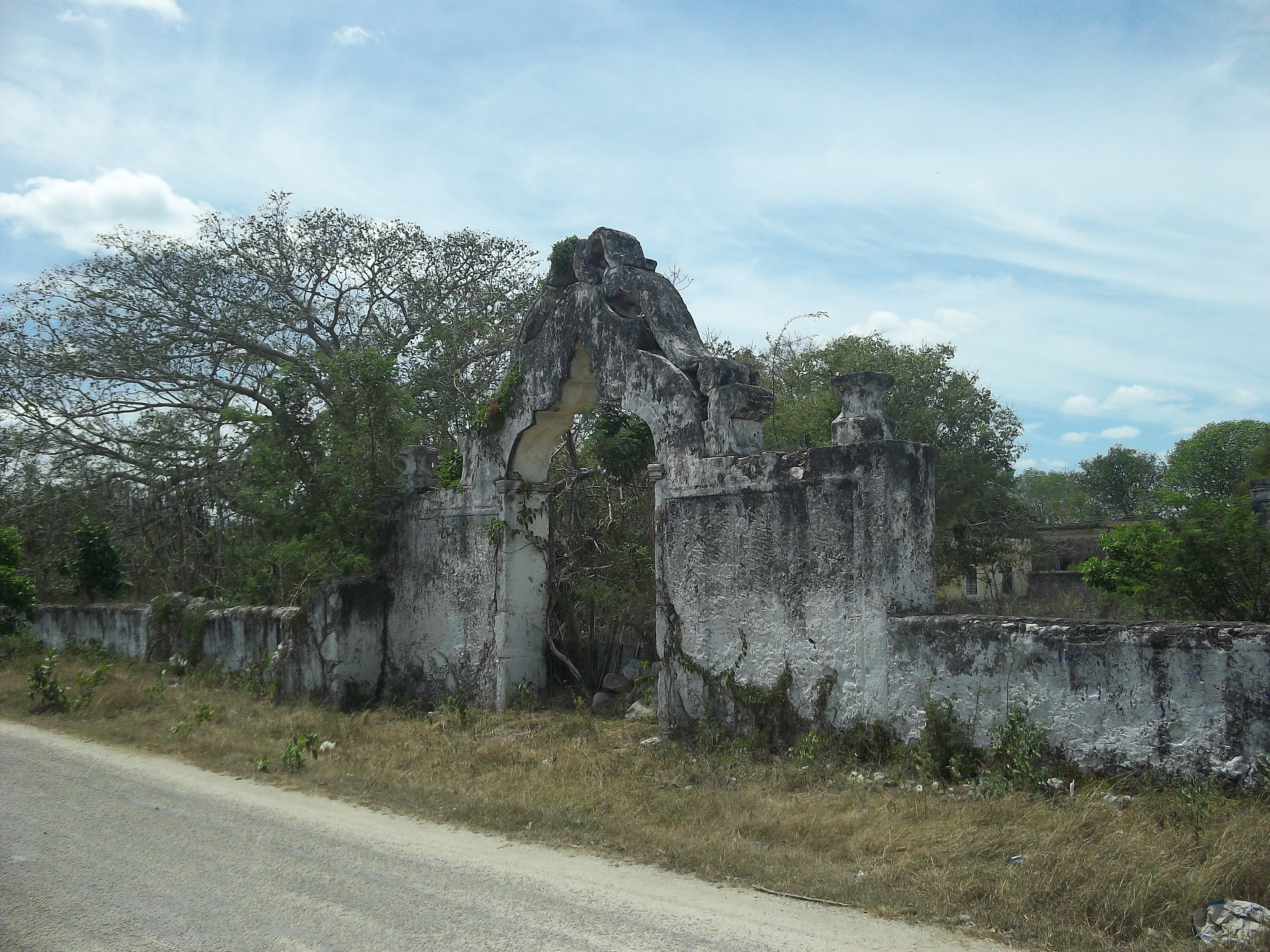
Vista de la hacienda San Antonio Chel.
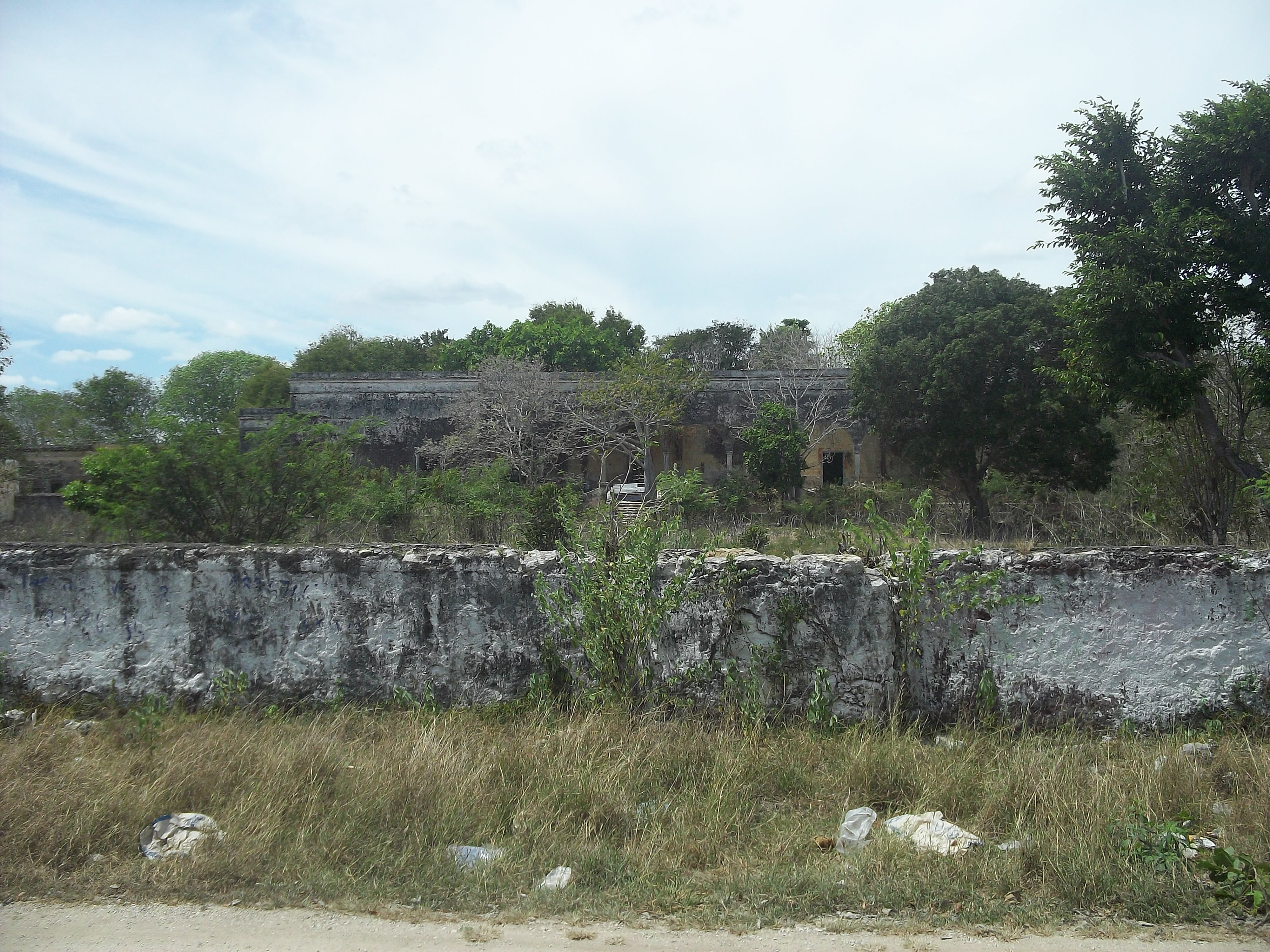
Vista de la hacienda San Antonio Chel.